# Ацетиленовый генератор
Ацетиленовый генератор (автоматический генератор, сокращённо «автоген») — аппарат, служащий для получения ацетилена путём разложения карбида кальция водой. Часто ошибочно автогеном называют газовые резаки, установки для газовой резки-сварки.
В газосварочном оборудовании ацетилен получают действием воды на карбид кальция (Ф. Вёлер, 1862 год):
{\displaystyle {\mathsf {CaC_{2}+2H_{2}O\rightarrow Ca(OH)_{2}+C_{2}H_{2}\uparrow }}}
Ацетиленовые генераторы, применяемые для сварки и резки металлов согласно ГОСТ 30829-2002 «Генераторы ацетиленовые передвижные. Общие технические условия», классифицируются по следующим признакам:
- номинальная производительность генераторов не должна превышать 3 м3/ч и должна соответствовать указанной в технических условиях на генераторы конкретного типа;
- по давлению вырабатываемого ацетилена:
  - Н — низкого давления — до 0,02 МПа включительно,
  - С — среднего давления — от 0,02 до 0,15 МПа включительно;
- по способу взаимодействия карбида кальция с водой установлено три вида генераторов:
  - ВК — вода на карбид;
  - KB — карбид в воду;
  - К — контактный, с вариантами процессов: ВВ — вытеснения воды и ПК — погружения карбида в воду.

Все ацетиленовые генераторы независимо от их системы имеют следующие основные части: газообразователь, газосборник, предохранительный затвор, автоматическую регулировку объёма вырабатываемого ацетилена в зависимости от его потребления.

## Интересные факты
В Орле есть переулок Автогенный (наименован в 1958 году).
Автогенная улица есть в Санкт-Петербурге, Новосибирске и Чите.